# إعراب القرآن للنحاس
إعراب القرآن للنحاس هو كتاب لأبي جعفر النحاس، وه من الكتب التي اتجهت بالتفسير اتجاهًا خاصًّا، وهو الاهتمام بالناحية اللغوية والنحوية لكلمات القرآن وعباراته، ومحاولة فهم النص القرآني من خلال ذلك. فهو يتبع مدرسة التفاسير اللغوية، والتفسيرُ اللغويُ هو: بيان معاني القرآن بما ورد في لغة العرب.

## كتاب إعراب القرآن ومؤلفه
هذا الكتاب أفرده مؤلّفه في إعراب القرآن والقراءات واختلافها، وأتى فيه على علوم من تقدّمه في النّحو، فقرّبها وأوجزها، معزوّة، إليهم بالعبارة، وهو بحقّ من أجلّ ما يرجع إليه في هذا الباب.
والمؤلف هو أبو جعفر أحمد بن محمد بن إسماعيل المعروف بالنحاس (ت338هـ)، أخذ عن أبي إسحاق الزجاج، وكان يحضر حلقة ابن الحداد الشافعي، وكان غزير الرواية، كثير التأليف؛ ولم تكن له مشاهدة، فإذا خلا بقلمه جود وأحسن.
وله كتب في القرآن مفيدة، منها كتاب (معاني القرآن) وكتاب (إعراب القرآن) جلب فيه الأقاويل، وحشد الوجوه، ولم يذهب في ذلك مذهب الاختيار والتعليل.
وله كتاب في تفسير أسماء الله -عز وجل-، وله في ناسخ القرآن ومنسوخه كتاب، وكتاب في اختلاف البصريين والكوفيين في النحو، سماه (المُقْنِع) وكتاب في أخبار الشعراء.

## منهجه
منهجه هو فهم النص القرآني من خلال الاهتمام بالناحية اللغوية والنحوية لكلمات القرآن وعباراته.
ذكر لجماعة من العلماء كتب أفردوها في علم إعراب القرآن، وأول كتاب مطبوع في هذا الشأن، كتاب إعراب القرآن لأبي جعفر النحاس (ت: 338)، وهو كتاب يتميز بنقل أقوال السالفين من أئمة النحو، وللنحاس كتاب في معاني القرآن، وقد يكون بكتابيه هذين أول من فصل في التأليف بين علم معاني القرآن، وعلم إعراب القرآن.